# Reichsstift Thorn
Das Reichsstift Thorn (lateinisch Abbatia Thorensis) war ein adeliges Kanonissenstift und lag im heute niederländischen Thorn an der Maas in der Diözese Lüttich. Entstanden im 10. Jahrhundert ging es 1794/1795 mit der Aufhebung nach der Besetzung durch französische Truppen unter. Das Stift war reichsunmittelbar und gehörte zum Niederrheinisch-Westfälischen Reichskreis.

## Gründung

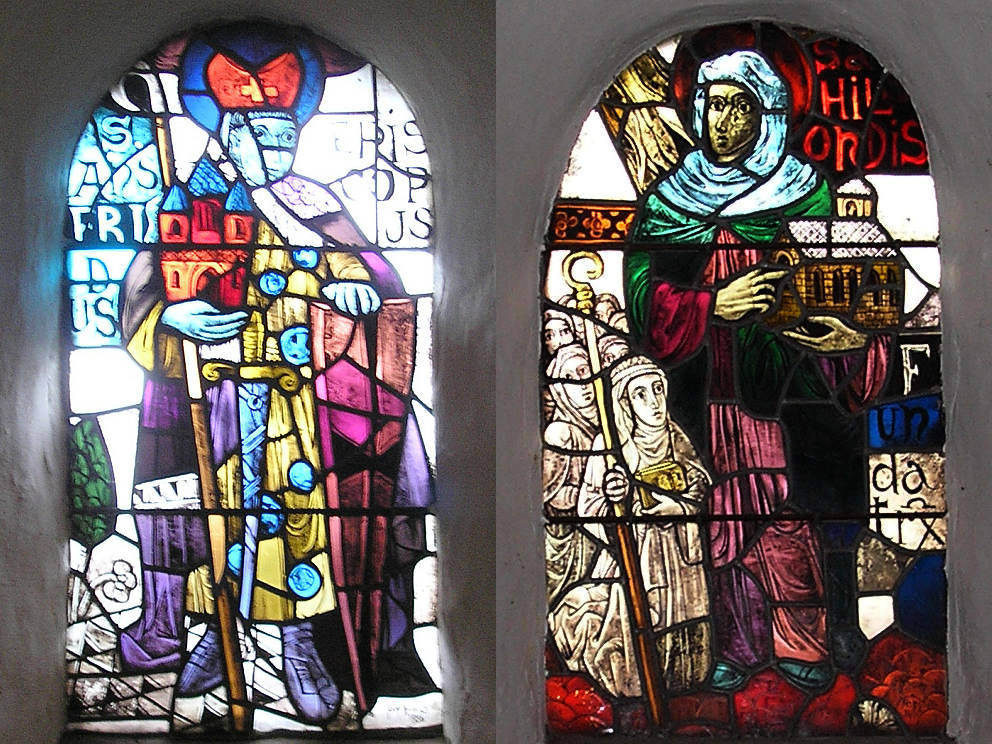
Ansfried von Utrecht und seine Frau Hereswint, teilweise als Gründerin des Reichsstifts Thorn angesehen

Die Gründungsgeschichte ist etwas unklar. Nach einigen Angaben wurde die Einrichtung durch Gräfin Hilswind von Stryen im Jahr 902 gestiftet. Das nötige Land war Eigengut, das die Gräfin zuvor von König Zwentibold erhalten hatte. Das Stift gründete die Gräfin für sich und ihre Tochter Beatrix. Andere Angaben sprechen von der Gründung eines benediktinischen Doppelklosters durch den Bischof von Utrecht Ansfried und seine Frau Hereswint im Jahr 925. Eine romanische Abteikirche wurde jedenfalls im Jahr 992 vollendet. Teilweise wird dieses Jahr auch als Gründungsjahr des Stifts insgesamt angegeben.

## Stiftstruktur

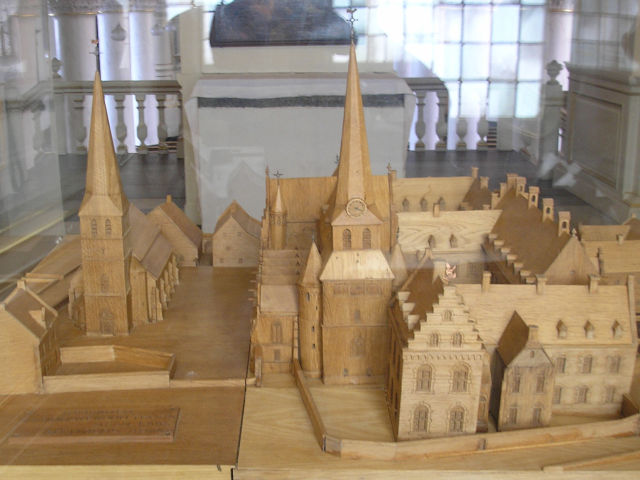
Modell des Stiftsbezirks

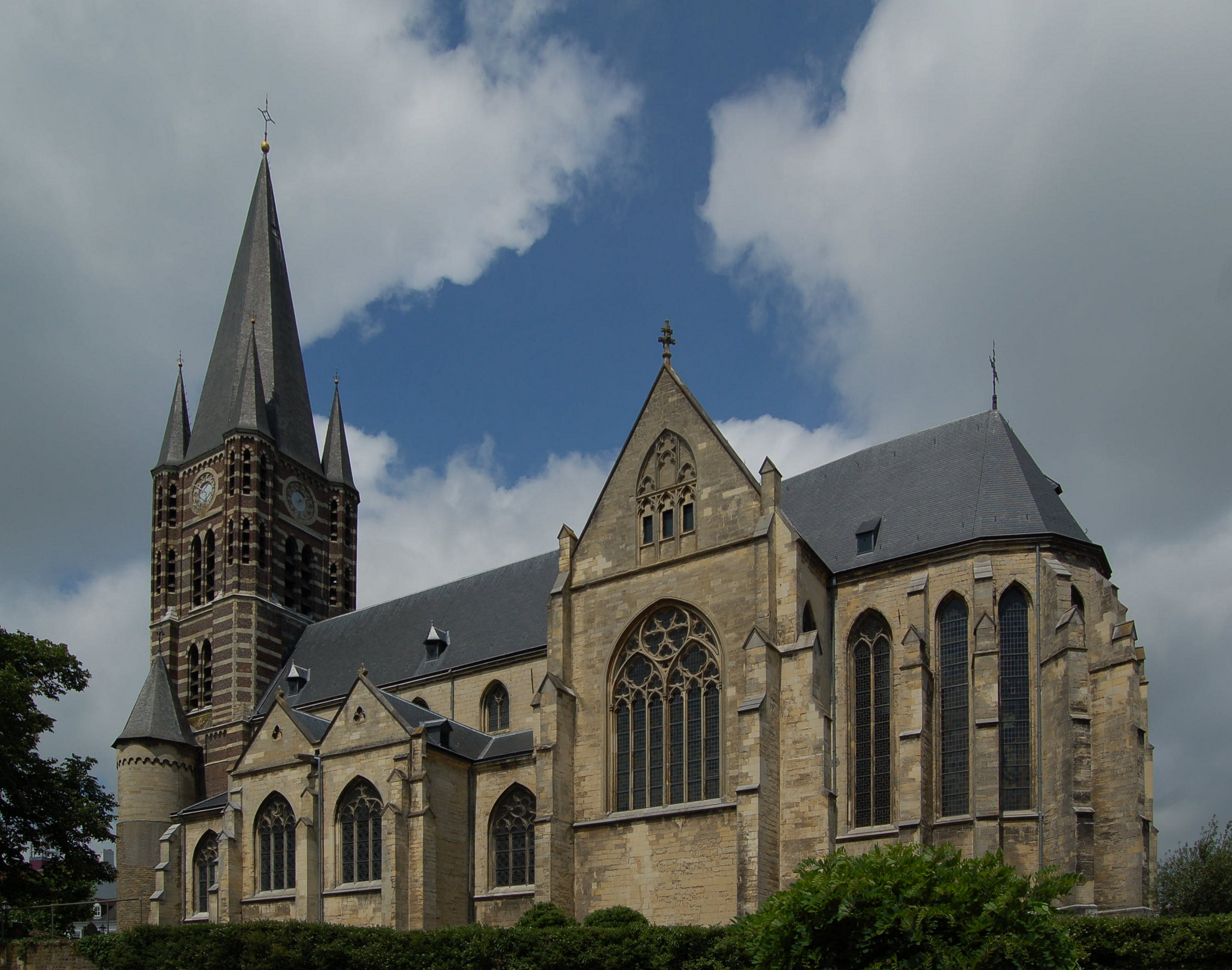
Stiftskirche St. Michael in Thorn

Die Stiftsdamen stammten nur aus dem hohen Adel. Wahrscheinlich ist, dass Thorn in den ersten Jahrhunderten dem Benediktinerorden angehört hatte. Es wurde jedoch wohl im 12. Jahrhundert schließlich ein freiweltliches Damenstift. Im Jahr 1310 jedenfalls haben die Stiftsangehörigen ihre Eigenschaft als Säkularkanonikerinnen betont und sie behaupteten, niemals Benediktinerinnen gewesen zu sein.
Es bestand für die Stiftsdamen zumindest im 18. Jahrhundert im Prinzip das ganze Jahr Residenzpflicht. Ausgenommen waren davon sechs Wochen. Allerdings konnten sich die Damen für 600 Florin davon freikaufen, wobei sie allerdings in jedem Fall sechs Wochen Chordienst leisten mussten. Aber auch dies wurde in der Praxis nicht immer eingehalten. Hinzu kam, dass verschiedene Damen Stellen in verschiedenen Stiften innehatten. Von der Möglichkeit des Freikaufens machten die Damen offenbar nicht selten Gebrauch. Maria Josepha von Hatzfeld und Gleichen war bei 46 Jahren Stiftszugehörigkeit nur insgesamt vier Jahre im Stift Essen, nie aber im Stift Thorn anwesend.
Es gab eine Stiftskurie für die Dechantin sowie fünf weitere Häuser für die Damen. Im 14. Jahrhundert wurde eine neue gotische Abteikirche gebaut. Einige Damen ließen Häuser außerhalb des Stiftsbezirks bauen.

## Geschichte
Die Freiheit des Stifts wurde 1292 von König Adolf von Nassau bestätigt. Unter Kaiser Maximilian I. stand das Stift unter dem besonderen kaiserlichen Schutz. In der vom Wormser Reichstag von 1521 erlassenen Reichsmatrikelordnung wurde Stift Thorn als reichsunmittelbares Gebiet geführt. Die Matrikularbeiträge wurden indes seit 1602 von den Grafen von Lippe übernommen.
Das Stift gehörte zum Niederrheinisch-Westfälischen Reichskreis und hatte Sitz und Stimme auf der Rheinischen Prälatenbank des Reichstages.
Im 17. Jahrhundert versuchten die Statthalter der spanischen Niederlande die Reichsunmittelbarkeit einzuschränken. Dagegen setzten sich die damaligen Äbtissinnen ab 1665 erfolgreich zur Wehr. Seit dem 18. Jahrhundert trugen die Vorsteherinnen den Titel einer Fürstin. Mehrere Äbtissinnen waren gleichzeitig Vorsteherinnen des Stifts Essen. Das Territorium umfasste etwa 1,5 Quadratmeilen (= ca. 60 km²) mit 3400 Einwohnern im Jahr 1790.
Mit der Einnahme durch französische Truppen 1794/1795 ging das Stift unter.

## Äbtissinnen
- 992–1010: Benedicta
- ~ 1020: Gerberga
- ~ 1044: Hildegardis
- ~ 1094: Godeildis
- ~ 1102: Buchardis
- ~ 1136: Aleydis
- ~ 1172: Odilia van Ubach
- ~ 1189: Elisabeth
- ~ 1217: Jutta
- 1231–1273: Hildegondis van Borne
- 1273–1304: Guda van Rennenberg
- 1304–1337: Margaretha van Petersheim
- 1337–1378: Margaretha van Heinsberg
- 1378–1387: Margaretha van Buren
- 1387–1397: Margaretha van Horne
- 1397–1446: Mechtild van Horne
- 1446–1451: Jakoba van Heinsberg
- 1451–1473: Elsa van Buren
- 1473–1486: Gertrudis van Sombreffe
- 1486–1531: Eva van Isenburg
- daneben beanspruchten in dieser Zeit weitere Damen die Führung
- 1531–1577: Margaretha IV. van Brederode
- 1577–1579: Josina I. von Manderscheid
- 1579–1604: Josina II. von der Mark
- 1604–1631: Anna von der Mark
- 1631–1632: Josina Walburgis von Löwenstein-Rochefort
- 1632–1646: Anna Eleonora von Staufen (zeitweise auch Äbtissin von Essen)
- 1646–1647: Anna Katherina von Salm-Reifferscheidt
- 1647–1690: Anna Salome von Manderscheid-Blankenheim (sie war von 1690 bis 1691 Äbtissin von Essen)
- 1690–1706: Eleonora von Löwenstein-Rochefort
- 1706–1717: Anna Juliana von Manderscheid-Blankenstein (ab 1708 auch Äbtissin von Elten)
- 1717–1776: Franziska Christine von Pfalz-Sulzbach (Fürstäbtissin; sie war auch Äbtissin von Essen)
- 1776–1795: Maria Kunigunde von Sachsen (Fürstäbtissin; sie war auch Äbtissin von Essen)